# حاجی‌آباد (جم)
حاجی‌آباد روستایی از توابع بخش مرکزی شهرستان جم استان بوشهر در جنوب ایران.
این روستا در دهستان جم قرار دارد و بر اساس سرشماری سال ۱۳۸۵ جمعیت آن ۳۰۷ نفر بوده‌است.